# Ornipholidotos ugandae
Ornipholidotos ugandae är en fjärilsart som beskrevs av Henry Stempffer 1947. Ornipholidotos ugandae ingår i släktet Ornipholidotos och familjen juvelvingar. Inga underarter finns listade i Catalogue of Life.